# Almira (Washington)
Almira é uma cidade  localizada no estado norte-americano de Washington, no Condado de Lincoln.

## Demografia
Segundo o censo norte-americano de 2000, a sua população era de 302 habitantes. 
Em 2006, foi estimada uma população de 298, um decréscimo de 4 (-1.3%).

## Geografia
De acordo com o United States Census Bureau tem uma área de 
1,3 km², dos quais 1,3 km² cobertos por terra e 0,0 km² cobertos por água. Almira localiza-se a aproximadamente 585 m acima do nível do mar.

## Localidades na vizinhança
O diagrama seguinte representa as localidades num raio de 28 km ao redor de Almira. 